# الشهود الخبراء في القانون الإنجليزي
دور الشهود الخبراء في القانون الإنجليزي يتمثل في تقديم تفسيرات للموضوعات الصعبة أو التقنية في المحكمات المدنية والجنائية. لتوسع العميلة ومساعدتها لتقصي الحقائق، إلى أي مدى سمح للسلطات بالادلأء لشهادتها والمواضيع التي تمت مناقشتها. ولهذه الغاية، تطورت مجموعة متنوعة من المعايير في جميع انحاء السوابق القضائية الإنجليزية. 

## الدور
بشكل عام، الشهود لا يسمح لهم بالادلاء شهادتهم عند تقديم ارائهم كحقيقة. السبب لهذا هو أن السماح بثبأت الرأي سيكون محيا لواجبات تقصي الحقائق سواء كانت لهيئة المحلفين أو لمحكمات الجنائية أو القاضي. وبذلك، الشاهد يسمح له بادلاء بشهادته بأنه رأى المشتبه به ينتظر في زاوية الشارع وفي وقت محدد أيضا، ولكن هذا ليس لأنه يعتقد المشتبه به ظهر مشبوها أو انه غير صالح لحد ما. مثل هذه الأدلة ليست لديها صلة بل أيضا لانها قليلة الاثبات ويمكن أن تكون ضارة إذ قبلتها المحكمة كحقيقة أو إثبات.
دور الشهود الخبراء يتمثل بالإدلاء بشهادة معينة، تقدم كرأي، حيث يكون الاساس خارج نطاق الخبرة والمعرفة العامة للمحكمة. ولهذه الغاية فإنهم يمثلون اسثناء القاعدة العامة ضد الرأي الشخصي. لأن اتباع هذا النهج الصارم قد يسبب بخلاف وتجاهل الكثير من الأدلة العلمية والتقنية عندما لا يتم فهمها. 
في حين مثل هذا الاقتراح قد يظهر منطقيا عندما الشاهد الخبير يشهد ببساطة على سهوله الأدلة ذات الحركة، أو حتى اثار القدم. الا انه معيب عند النظر للمزيد من الأدلة الذاتية. 
نظرا لأن طبيعية شهادة الخبير هي خارج نطاق فهم المحكمة بطبيعتها. المحكمة لن تكون في وضع جيد للنظر في مدى قوة أو امكانية إعتماد رأي الخبير. هذا قد أدى لأخطأء قضائية بارزة حيث عبر الخبراء عن ارائهم القوية بشكل خاص حول مسائل بدون إجماع قوي أو حتى ينظرون للخبراء الرائدين بمجالهم.

## ضرورة الخبراء

اعتبار أدلة البصمات التي تقدم من قبل الخبراء ضرورية و موثوقة.

نظراً للقيمة صالحة الإثبات قد تم تخصيصها للمحاكم لأدلة شهود الخبراء. دورها قد اختصر على الحالات التي قد تكون خبرتهم ضرورية بشكل لازم. ومع ذلك مع استمرار توسع المجالات المعرفية العلمية، ومع ظهور أيضاً أدلة الطب الشرعي، أصبحت الحالات مثل هذه مألوفة الآن. وقد وصفت الحاجة إلى الخبراء بأنها «دائمة التوسع». المجالات الشائعة التي تقدم الشهود الخبراء ارائهم بشأن المقذوفات وحصر حسابات الكحول في الدم ومستوياته، والحمض النووي، البصمات الجينية، أيضاً تحديد بصمات الأصابع.
هذه المجالات هي الأقل إثارة للجدل، حيث الخبير يدلي بشهادته حول العلم الذي يتم قبوله بشكل عام، وأيضاً رأيهم. في حالة عدم وجود أدلة مدلسة، قابله للتكرار من قبل خبراء اخرين. وبهذا المكان هو الذي لا تستند إليه اراء الخبراء إلى أسس راسخة للواقع حين يواجهون الجدل. ولكن يمكن القول إن حرمان إي خبير لا يستند رائهم لحقيقة مطلقة يؤدي من بشأنه لاعتماد بطيء حركة تقنيات الأدلة الجديدة. 
الأختبار الاساسي لمعرفة ما إذ كان الخبير قد يكون ضرورياً في المحاكمة هو إذ كانت خبرته تندرج تحت ضمن خبرة ومعرفة القاضي أو هيئة المحلفين. إذ اعتقدت المحكمة لديها المعرفة الكافية للمبادئ للخبير أن يدلي بشهادته، فإن الخبير مرفوض. 
على سبيل المثال، حالتان تتعلق بتذكر الشهود للذكريات، لنثبت هذه القاعدة. في هذه الحالة المسبقة لـ R v Browning لم يتم السماح لأحد من للخبراء بالإدلاء بشهادته بشأن التدهور الإعتيادي المتوقع للذكريات لدي افراد العائلة، مثل هذه المسألة كان ينظر على انها حازمة لتجربة على الأفراد ضمن الأفراد الإعتيادين، وإيضا يمكن تقييم وزن الذكريات طويلة المدى وفقا لذلك. من جانب أخر، سمح للخبير في قضية لـ R v H (JR) أن الأدلة تقدم على شكل ذكريات صاحب الشكوى من فترة فقدان ذاكرة الطفولة، منح ذلك بسبب المحلفين الإعتيادين لذا لن يعرفوا التعقيدات المرتبطة بذكريات هولاء الأفراد. 
كما أيضاً الخبراء يتم اعتبراهم ضرورين للإدلاء بشهادتهم حول تعقيدات الذكريات التي يتم حولها للتذكر الذكريات من خلال التنويم المغناطيسي، نظراً أن المحاكم لن تكون على علم بمخاطر مثل هذه الذكريات التي تمس هؤلاء الأفراد. 

### شوائب عقلية
الخبراء يقبلون الترافع للمتهم للضرورة بدفاع الجنون أو دفاع عن قله المسؤولية. في هذه الحالة أو الملابسات من الضروري أن يتم التقييم من قبل الخبير ما إذ كان الفرد يعاني من مرض نفسي معروف ولكي ينجح الدفاع، يتطلب قانون الاجراءات الجنائية. 
الجنون وغير العدالة المرافقة لها لعام 1999 يتطلب مايلي: 
دليل مكتوب أو شفوي لاثنين أو أكثر لممارسين المهنة الطبية وايضا المسجلين على الاقل واحد منهم يكون معتمد على حسب المهنة. 